# Planetella pudica
Planetella pudica är en tvåvingeart som först beskrevs av Ephraim Porter Felt 1913.  Planetella pudica ingår i släktet Planetella och familjen gallmyggor.
Artens utbredningsområde är New Hampshire. Inga underarter finns listade i Catalogue of Life.